# Andrew Paulson
Andrew Paulson (* 16. November 2001 in Prag) ist ein tschechischer Tennisspieler.

## Karriere
Paulson spielte bis 2019 auf der ITF Junior Tour. In der Jugend-Rangliste erreichte er mit Rang 49 seine höchste Notierung. Sein bestes Ergebnis bei Grand-Slam-Turnieren war mehrfach die zweite Runde des Einzels. Im Doppel war er deutlicher erfolgreicher. 2019 schied er bei den French Open erst im Halbfinale und bei den US Open erst im Finale aus.
Bei den Profis spielte Paulson ab 2018. 2019 zog er im Einzel erstmals in die Top 1000 der Tennisweltrangliste ein, er gewann im Einzel und Doppel seinen ersten Titel auf der drittklassigen ITF Future Tour. Bei seinem ersten Challenger in Prag gewann er gegen Filip Horanský, die Nummer 171 der Welt. Im Doppel gewann er seinen zweiten Titel. 2021 gewann er sechs Futures (darunter einen im Einzel). In Ostrava und Prag verlor er erst im Endspiel eines Challengers. Mit Platz 304 schloss er das Jahr im Doppel deutlich verbessert ab.
2022 war für Paulson erneut erfolgreicher. Im Einzel konvertierte er zwei seiner drei Future-Finalteilnahmen zu Titeln und erreichte vereinzelt auch bei Challengers die zweite Runde, wodurch er auf Platz 353 gegen Ende des Jahres stieg, sein Karrierehoch. Im Doppel machte er es noch besser: vier Futures gewann er, bei Challengers zog er ins Endspiel von Prag, Nur-Sultan, nochmal Prag  und Bratislava ein, von denen er eines in Prag gewann. Für Paulson ging es damit bis auf Rang 164 der Doppelrangliste.

## Erfolge
| Legende (Anzahl der Siege) |
| Grand Slam                 |
| ATP Finals                 |
| ATP Tour Masters 1000      |
| ATP Tour 500               |
| ATP Tour 250               |
| ATP Challenger Tour (12)   |

### Doppel

#### Turniersiege
| Nr. | Datum              | Turnier              | Belag         | Partner            | Finalgegner                                | Ergebnis          |
| --- | ------------------ | -------------------- | ------------- | ------------------ | ------------------------------------------ | ----------------- |
| 1.  | 27. August 2022    | Prag (1)             | Sand          | Victor Vlad Cornea | Adrian Andreew Murkel Dellien              | 6:3, 6:1          |
| 2.  | 6. Mai 2023        | Prag                 | Sand          | Petr Nouza         | Jiří Barnat Jan Hrazdil                    | 6:4, 6:3          |
| 3.  | 27. Mai 2023       | Skopje (1)           | Sand          | Petr Nouza         | N. Sriram Balaji Jeevan Nedunchezhiyan     | 7:65, 6:3         |
| 4.  | 5. August 2023     | Liberec              | Sand          | Petr Nouza         | Neil Oberleitner Tim Sandkaulen            | 6:3, 6:4          |
| 5.  | 26. August 2023    | Prag (2)             | Sand          | Petr Nouza         | Filip Bergevi Mick Veldheer                | 7:5, 6:3          |
| 6.  | 16. September 2023 | Stettin              | Sand          | Witalij Satschko   | Zdeněk Kolář Sergio Martos Gornés          | 6:1, 7:66         |
| 7.  | 23. September 2023 | Sibiu                | Sand          | Michael Vrbenský   | Piotr Matuszewski Kai Wehnelt              | 6:2, 6:2          |
| 8.  | 28. Oktober 2023   | St. Ulrich in Gröden | Hartplatz (i) | Patrik Rikl        | Maximilian Neuchrist Jakub Paul            | 4:6, 7:67, [11:9] |
| 9.  | 24. Mai 2025       | Skopje (2)           | Sand          | Michael Vrbenský   | N. Sriram Balaji Miguel Ángel Reyes Varela | 2:6, 6:4, [10:6]  |
| 10. | 14. Juni 2025      | Bratislava           | Sand          | Matěj Vocel        | Jiří Barnat Filip Duda                     | 6:1, 6:4          |
| 11. | 2. August 2025     | Liberec (2)          | Sand          | Michael Vrbenský   | Jiří Barnat Filip Duda                     | 6:4, 6:1          |
| 12. | 9. August 2025     | Cordenons            | Sand          | Michael Vrbenský   | Boris Arias Murkel Dellien                 | 6:4, 6:2          |